# Korzinka
Korzinka — сеть супермаркетов в Узбекистане, в основном торгующая товарами народного потребления. Сеть супермаркетов Korzinka принадлежит компании Anglesey Food. Компания «Anglesey Food» была создана в 1996 году и является одной из первых розничных сетей в Республике Узбекистан, работающей в формате супермаркета. Изначально компания работала под брендом Anglesey Food в формате «магазин у дома». В 2005 году сеть сменила название на Korzinka.uz. В октябре 2021 года сеть супермаркетов провела ребрендинг, изменив своё официальное название на Korzinka . На 2022 год сеть насчитывала сто супермаркетов.